# Großdeutsche Volkspartei

Bandera clásica de Alemania, utilizada por el Gran Partido del Pueblo Alemán.

El Großdeutsche Volkspartei (GDVP, en español: Partido Popular de la Gran Alemania) fue un partido político austríaco fundado en 1920 como coalición de 17 partidos y organizaciones nacionalistas austríacas. Se le unieron todas las organizaciones nacionalistas a excepción del Partido de los Trabajadores y el Landbund. El partido no tenía una organización fuerte pero recibía apoyo de votantes nacionalistas a los que, sin embargo, no les interesaba mucho la política. Recibió el apoyo de los estudiantes, maestros y burócratas. Era fuertemente antisemita y apoyaba la idea de la Volksgemeinschaft o "Comunidad popular". Reclamaba el libre comercio y la unificación con Alemania (Anschluss).
En las elecciones austríacas obtuvo un 17% de los votos, y en las elecciones legislativas austríacas de 1927 formó coalición con el Partido Socialcristiano. A partir de los años 1930 perdió mucho de su anterior apoyo popular frente al Partido Nazi Austríaco, al cual acabó por unirse en 1933-1934. La implementación de la dictadura austrofascista implicó la prohibición de todos los partidos, excepto del oficialista Frente Patriótico.

## Resultados electorales
| Año  | Votos          | %     | Resultado | +/- | Gobierno                    |
| ---- | -------------- | ----- | --------- | --- | --------------------------- |
| 1920 | 390.013 (#3)   | 13,08 | 21/183    |     | Coalición con CS            |
| 1923 | 259.375 (#3)   | 7,83  | 10/165    | 11  | Coalición con CS            |
| 1927 | 1.756.761 (#1) | 48,24 | 85/165    | 7a  | Coalición con CS            |
| 1930 | 428.255 (#3)   | 11,61 | 19/165    | 66  | Coalición con CS y Landbund |

a Respecto a la suma del Großdeutsche Volkspartei con el CS en 1923.